# Ptenochirus jagori
Ptenochirus jagori är en däggdjursart som först beskrevs av Peters 1861.  Ptenochirus jagori ingår i släktet Ptenochirus och familjen flyghundar. IUCN kategoriserar arten globalt som livskraftig. Inga underarter finns listade.
Arten blir 118 till 134 mm lång (huvud och bål), har en 4 till 17 mm lång svans och 72 till 88 mm långa underarmar. Vanligen står det mörka huvudet i kontrast till en gulaktig krage. Vid kragen finns körtlar som avsöndrar en söt vätska som luktar mysk eller kanel. Oftast är honor mindre och de har en lite ljusare päls. Vikten ligger vid 62 till 97 g.
Denna flyghund förekommer på Filippinerna. Arten lever på nästan hela ögruppen med undantag av Palawan och mindre öar nordöst om Palawan. Den vistas i låglandet och i bergstrakter upp till 1950 meter över havet. Habitatet utgörs av olika slags skogar och dessutom uppsöker Ptenochirus jagori jordbruksmark med träd samt stadsparker.
Individerna vilar i grottor eller i trädens håligheter. Varje exemplar har ett revir och honans territorium är betydligt större än hannens revir. Födan utgörs främst av fikon, bananer och andra frukter. Oftast förekommer två kullar per år med en unge per kull. De flesta individer lever upp till 5 år och några djur blir åtta år gamla.